# Gustavo Ferrín
Gustavo Ferrín (Montevideo, Uruguay; 1 de mayo de 1959) es un entrenador de fútbol uruguayo. Actualmente es el supervisor de divisiones formativas del Liverpool Fútbol Club de la Primera División de Uruguay.

## Como entrenador
| Club                   | País    | Año       |
| ---------------------- | ------- | --------- |
| Uruguay Sub-20         | Uruguay | 2004-2005 |
| Uruguay (interino)     | Uruguay | 2006      |
| Sport Áncash           | Perú    | 2009      |
| Defensor Sporting Club | Uruguay | 2009-2010 |
| Perú Sub-20            | Perú    | 2010-2011 |
| Angola                 | Angola  | 2012-2013 |
| Cerro                  | Uruguay | 2016-2017 |
| Fénix                  | Uruguay | 2017      |